# Espace bidual
Pour les articles homonymes, voir Dualité (mathématiques) et Dualité.
 (mai 2020).
Si vous disposez d'ouvrages ou d'articles de référence ou si vous connaissez des sites web de qualité traitant du thème abordé ici, merci de compléter l'article en donnant les références utiles à sa vérifiabilité et en les liant à la section « Notes et références ».
En mathématiques, et plus précisément en algèbre linéaire, on définit l'espace bidual de l'espace vectoriel E comme étant l'espace dual E** de l'espace dual E* de E.

## Application linéaire canonique
Dans la suite, on considère un espace vectoriel E sur un corps commutatif K. 
Il existe une application linéaire canonique, iE de E dans son bidual, associant à un vecteur x de E la forme linéaire {\displaystyle x^{**}} sur E* définie par {\displaystyle x^{**}(h)=h(x)} pour toute forme linéaire h sur E. Autrement dit : 
{\displaystyle i_{E}:\left\{{\begin{array}{lll}E&\to &E^{**}\\x&\mapsto &\left\{{\begin{array}{lll}E^{*}&\to &K\\h&\mapsto &h(x).\end{array}}\right.\end{array}}\right.}
En d'autres termes, l'application linéaire iE associe à tout vecteur x de E l'application x** dans E** qui évalue en x les formes linéaires sur E.

## Dimension finie
Lorsque l'espace vectoriel E est de dimension finie, iE est un isomorphisme (voir Base duale) donc E est canoniquement isomorphe à son bidual, ce qui permet en pratique de les identifier,.

## Dimension infinie
En dimension infinie, l'axiome du choix permet de montrer que cette application iE est injective, mais iE n'est jamais surjective. En effet, le théorème d'Erdős-Kaplansky implique que la dimension de E** est strictement supérieure à celle de E. 

## Construction fonctorielle
La construction de i est fonctorielle[réf. nécessaire] dans le sens suivant. La fonctorialité est plus précise que la « canonicité ». La fonctorialité pour les isomorphismes {\displaystyle f} signifie l'indépendance vis-à-vis du choix d'une base. 
Pour toute application linéaire {\displaystyle f:E\to F}, on a l'application duale {\displaystyle f^{*}:F^{*}\to E^{*}} et donc une application biduale {\displaystyle f^{**}:E^{**}\to F^{**}}. Alors les applications {\displaystyle i_{E}:E\to E^{**}} et {\displaystyle i_{F}:F\to F^{**}} vérifient {\displaystyle i_{F}f=f^{**}i_{E}}. Moralement, un isomorphisme fonctoriel est compatible avec toute opération linéaire.  
Lorsque E est un espace vectoriel topologique, on prendra garde à l'existence d'une autre notion de dualité (puis de bidualité), qui prend en compte la structure supplémentaire ; on se réfèrera à l'article Dual topologique, et plus spécifiquement à la section intitulée « Bidual (topologique) ».